# Jörg Hofmann (Zimmermann)
Jörg Hofmann (* um 1660 als Johann Georg Hofmann oder Hoffmann; † 15. Mai 1714 in Zeil am Main) war ein bedeutender Zimmermann und Bildschnitzer zur Zeit des Barocks im Obermainland. Bekannt wurde er vor allem für seine formvollendeten, künstlerischen Arbeiten, die weit über das handwerksmäßige Können hinausgingen. Etwa zur Lebzeit von Jörg Hofmann gab es in Zeil noch fünf weitere Jörg Hofmanns, von denen einer ein bekannter Steinbildhauer war. Anders als es in der Fachliteratur oftmals zu lesen ist, handelt es sich nach neueren Forschungen aus den 1990er Jahren definitiv um zwei verschiedene Personen. Das meistens genannte Sterbejahr 1734 ist das des Steinbildhauers.

## Leben

### Geburt und Herkunft
Wann und wo Jörg Hofmann geboren wurde, lässt sich nicht mit Sicherheit feststellen. Nach dem Bamberger Historiker Hilmar Gareiß wurde Hofmann vermutlich in Neubrunn geboren, heute ein Ortsteil von Kirchlauter im ehemaligen Landkreis Ebern. Als nahezu gesichert gilt jedoch, dass er aus dem Gebiet des Hochstifts Bamberg stammt, da er sonst vermutlich nicht für ein Bamberger Regiment rekrutiert worden wäre. Eine plausible, aber nicht nachgewiesene Theorie für die Herkunft Hofmanns stammt vom Zeiler Heimatforscher Heinrich Weisel: Hofmann könnte aus der Erlangener oder Forchheimer Gegend stammen, was sich aus der Inschrift an seinem späteren Wohnhaus in Zeil schließen lässt. Es handelt sich um das heutige Hertleins-Haus (Gaststätte Zur Stadt Zeil). Dort befindet sich auf dem Torbogen die Inschrift 16 Gerg Hofmann 86. Bei dem Vornamen Gerg handelt es sich um die mundartliche Form des Rufnamens Georg der Gegend um Erlangen und Forchheim. In der Gegend um Zeil lautet dieser Rufname Jörg und in der Bamberger Gegend hingegen Görg. Gestärkt wird diese These durch den Zeiler Heimatforscher Alois Umlauf, der sich seit Mitte der 1980er Jahre dem handwerklichen Schaffen des Zimmermanns Jörg Hofmann widmete. Aufgrund von umfangreichen Vergleichen von Fachwerkhäusern aus Franken mit den gesicherten Bauten Hofmanns zeigt sich, dass dieser sich bei seinen Bauwerken am Forchheimer Rathaus orientierte.

### Militärdienst, Hochzeit und Leben in Zeil
Zum ersten Mal schriftlich erwähnt wurde Jörg Hofmann als Soldat im Jahr 1679. Er gehörte dem Bamberger Dragonerregiment unter Kommandeur Wilhelm Weigand von Falckenstein an, von dem ein Teil 1678/1679 in Zeil ihr Winterquartier eingerichtet hatte. Die bambergischen Truppen nahmen als Söldner am Krieg gegen Ludwig XIV in den Jahren 1678/79 teil, da Bamberg Mitglied des Fränkischen Reichskreises war. Jedem Regiment gehörten zu dieser Zeit zwei Zimmerleute an „...um Palisaden umzuhauen, die Thore zu eröffnen, die Wege zu räumen und die Brücken auszubessern“. Nach dem Frieden von Nimwegen am 5. Februar 1679 wurden große Teile der Bamberger Truppen entlassen, darunter war wohl auch Jörg Hofmann.
Während seiner Zeit in Zeil hatte er vermutlich seine spätere Frau Christina Culmann kennengelernt, so dass er nach seinem Militärdienst nach Zeil zurückkam. Er bekam mit ihr am 30. Januar 1680 eine Tochter namens Eva Klara. Diese wurde zunächst als „illegitima filia“, also uneheliche Tochter geführt, jedoch heirateten Jörg Hofmann und Christina Culmann am 12. Februar 1680. Auch in der Heiratsurkunde findet sich kein Hinweis auf Geburtsort und -jahr des späteren Zimmermanns. Bei der näheren Bestimmung des Bräutigams benannte ihn der Verfasser der Heiratsurkunde nur als „miles sub Wilhelmo Wigando de Falckenstein“. Anders als gewöhnliche Bürger musste er anscheinend keine Geburtsurkunde vorlegen, da ein Soldat zur damaligen Zeit als Amtsperson galt und damit genügend ausgewiesen war. Neben der Tochter Eva Klara hatte er mit seiner Ehefrau zwei Söhne. Jörg Hoffmann starb vermutlich 1714.

## Werke

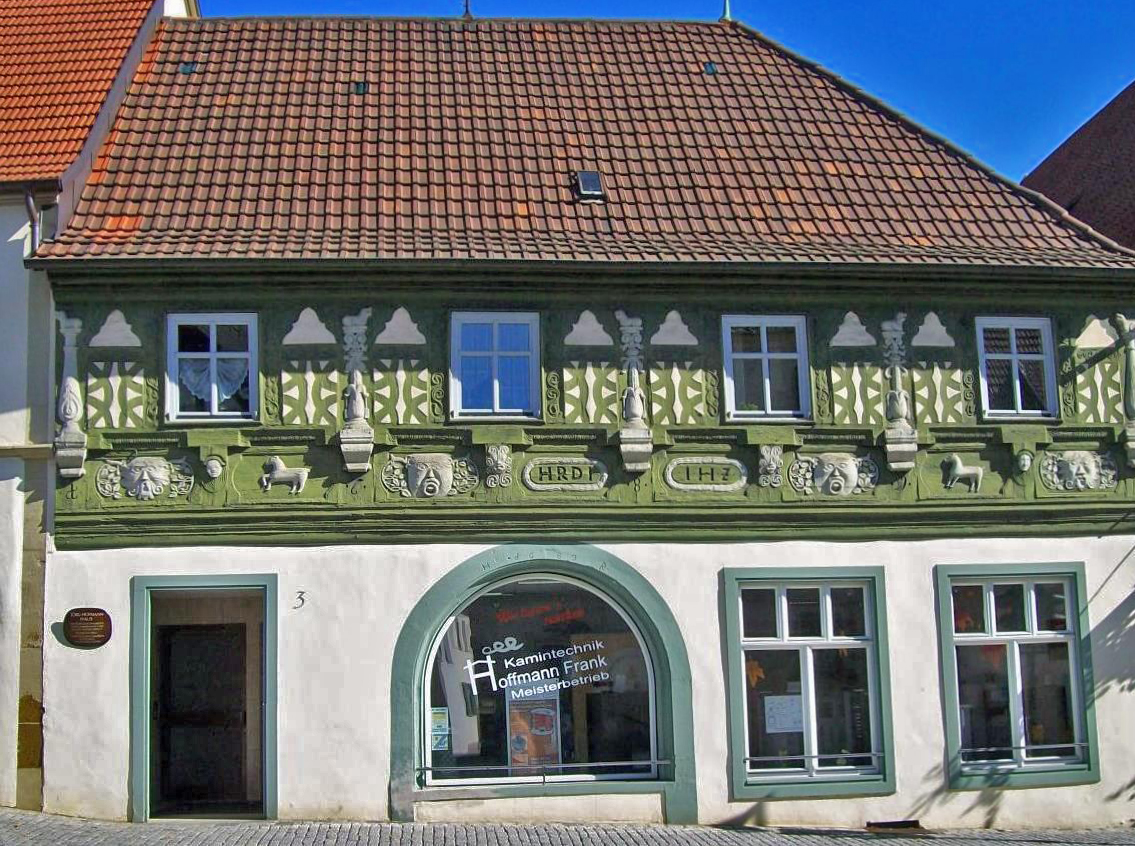
Das Jörg-Hofmann-Haus in Zeil

Sein erstes gesichertes, noch heute erhaltenes Werk ist sein ehemaliges Wohnhaus, das er zwischen 1686 und 1689 errichtete. Es ist in Zeil als Jörg-Hofmann-Haus bekannt. Zwei Gesichter an der Fassade im ersten Stock zeigen den Bauherrn und den Baumeister, wie man aus den entsprechenden Initialen schloss. Es ist anzunehmen, dass es sich bei dem Gesicht mit dem geschwungenen Oberlippenbart um das von Jörg Hofmann handelt. Diese und weitere Gesichter und Fratzen sind die Hauptmerkmale der geschnitzten Hausfassaden von Jörg Hofmann. Da diese in der fränkischen Gegend eher unüblich sind, muss er die Inspiration dafür bereits vor seiner Zeit als Soldat auf der Walz oder aber erst in seiner Militärzeit als Dragoner aus einer weiter entfernten Gegend, vermutlich aus dem Harz, dem Westerwald oder dem hessischen Bergland bekommen haben, wo derartige Masken an Fassaden zum traditionellen Baustil gehörten. Nach Alois Umlauf sind die Verzierungen im Vergleich mit den Bauten in Burgkunstadt und Scheßlitz anfängerhaft ausgeführt, was zur überlieferten zeitlichen Reihenfolge der Bauwerke passt.

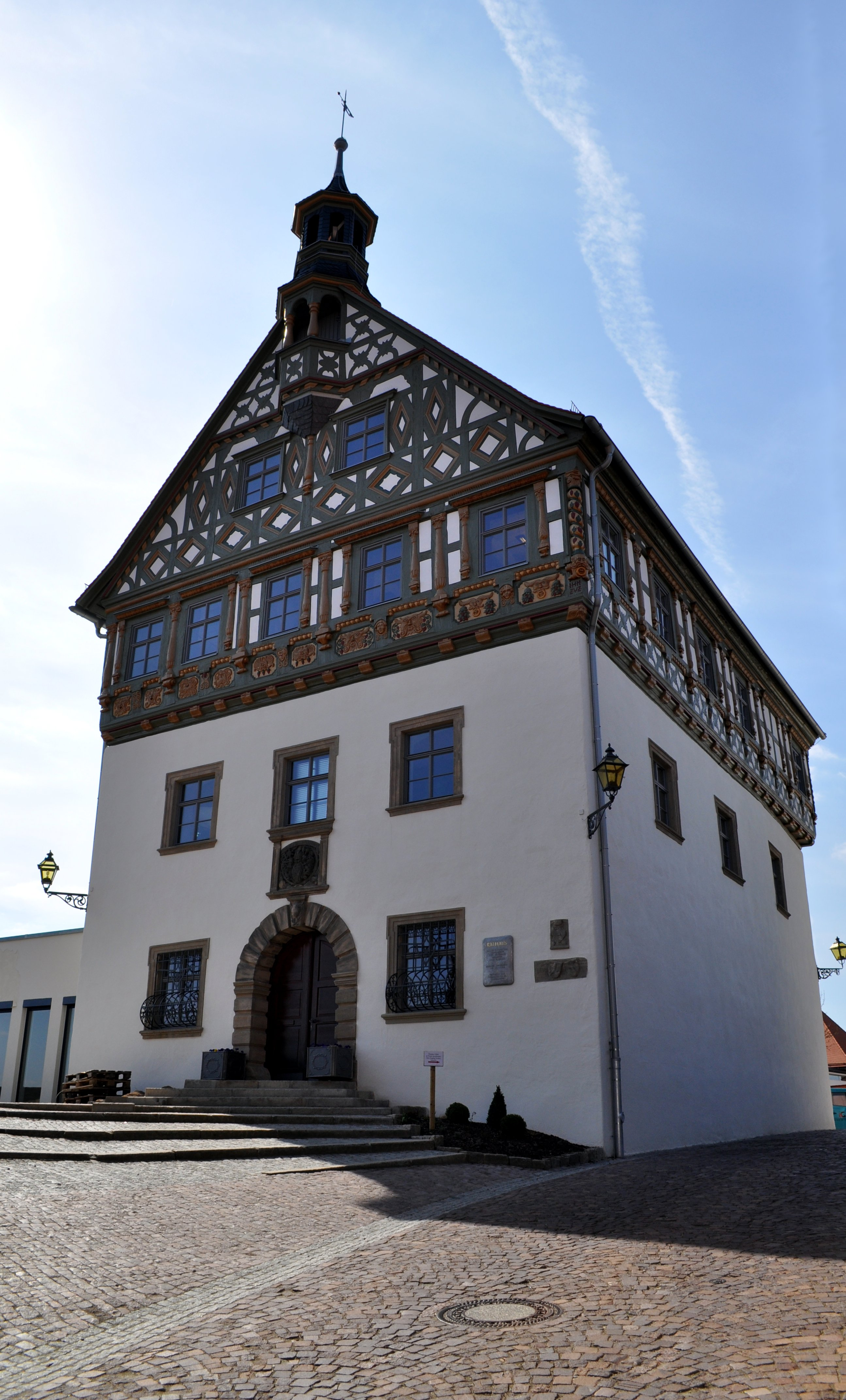
Das Burgkunstadter Rathaus

Noch 1689 begann Hofmann mit dem Bau des Burgkunstadter Rathauses, das oftmals als sein Hauptwerk angesehen wird. Nach mehreren Verhandlungen mit dem Zimmermann Crantz aus Kronach schloss der Stadtrat einen Vertrag mit Jörg Hofmann für den Rathausbau. Sein Auftrag war, auf den alten zweistöckigen massiven Bau ein weiteres Stockwerk mit zwei hohen Giebeln aufzusetzen. Im Giebel befindet sich ein weiteres Stockwerk und ein Dachboden. Nach siebenmonatiger Bauzeit wurde der Dachstuhl aufgerichtet und bereits am 25. Juni 1690 nach Vollendung des Umbaus die Rechnung gestellt. Das Rathaus gilt nach Georg Dehios Beschreibung in seinem Handbuch der deutschen Kunstdenkmäler aufgrund seiner hervorragenden äußeren und inneren Holzarchitektur als „Kleinod unter den Fachwerkbauten“. Die Initialen im Brüstungsfeld   „JHM -Z VZ“ bezeichnen als Baumeister Jörg Hofmann, Zimmermann von Zeil.

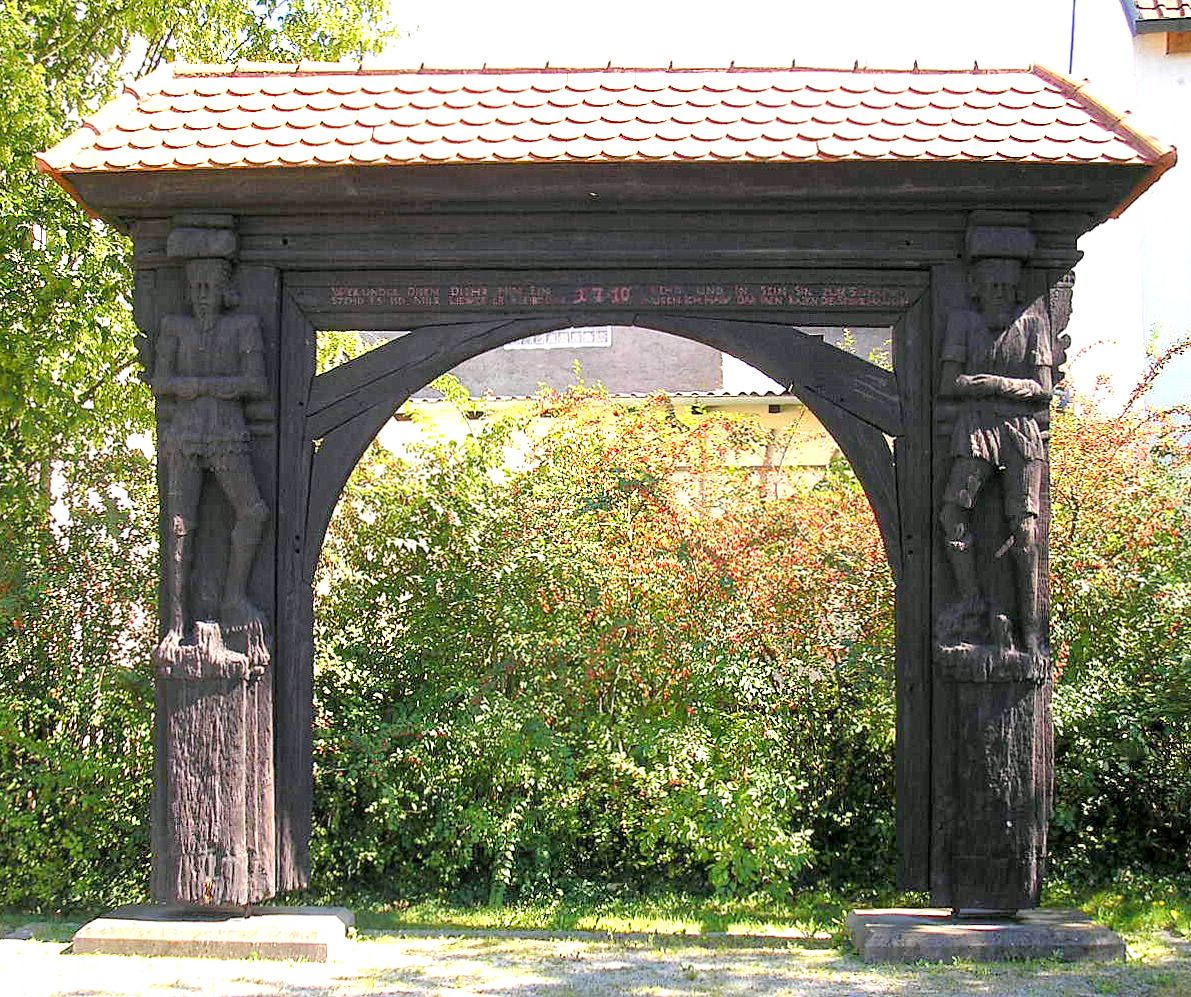
Das Tor „Hölzerne Männer“ in Baunach

Im Jahr 1692 baute Hofmann das sogenannte Dillig’sche Haus in Scheßlitz. Es zählt neben seinem Haus in Zeil und dem Burgkunstadter Rathaus zu den drei wichtigen Gebäuden, für die Hofmann bekannt wurde. An der Fassade sind seine Initialen „JHZ V Z“ (Jörg Hofmann Zimmermann von Zeil) angebracht. Es diente als Zunfthaus der Brauer und Büttner.
Das Wahrzeichen Baunachs sind die Hölzernen Männer an einem freistehenden Tor. Die Pfosten des Rundbogens sind zwei geschnitzte hölzerne Landsknechte. Darüber befindet sich ein Gesimsbalken mit Inschrift. Die Verarbeitung des Holzes und die Jahreszahl 1710 mit der eigenartigen Ziffer 1 weisen auf Jörg Hofmann als Baumeister hin.
Eine frühe Arbeit Hofmanns, deren Datum jedoch nicht bekannt ist, sind die reich verzierten Flächen der alten Mühle in Stettfeld.
Da lange Zeit angenommen wurde, Hofmann sei 1734 verstorben, wurde ihm  das 1733 gebaute Uhrmacherhaus in Königsberg in Bayern aufgrund seines individuellen Baustils zugeschrieben. Da das Haus aber 19 Jahre nach seinem Tod fertiggestellt wurde, kann es nicht von ihm stammen. Weisel vermutet, dass der Erbauer möglicherweise einer der beiden Söhne Hofmanns war, der den Stil seines Vaters übernahm. Dafür gibt es jedoch keine Beweise. Ebenso wenig kann Hofmann das 1728 gefertigte Kirchengestühl der Pfarrkirche St. Michael in Zeil hergestellt haben, das ihm zugeschrieben wird.